# 毛人凤旧宅
毛人凤旧宅位于中国浙江省江山市贺村镇水晶山底村，是毛人凤（1898-1956）、毛万里（1903-1982）兄弟出生的旧居。
2013年8月19日，毛人凤旧宅公布为第六批江山市文物保护单位。2015年，江山市贺村镇水晶山底村毛人凤旧宅、祖屋进行修缮。